# 斎藤道一
斎藤 道一（さいとう どういち、1932年 - ）は、日本のフリーライター。

## 経歴
北海道生まれ。北海道函館中部高等学校をへて、東京大学に進学し卒業後、NHK入局。プロデューサーとして報道番組やドキュメンタリーを担当したのち、1965年退社。以降、フリーライターになる。

## 著書
- 『ゾルゲの二・二六事件』田畑書店 1977
- 『飛鳥創世紀』講談社 1978
- 『名探偵松本清張氏』東京白川書院 1981
- 『飛鳥の幻 日本国天皇の誕生』第三文明社 1983
- 『大逆のとき ハレー彗星燃えて』筑摩書房 1985
- 『ゾルゲの日米開戦 激浪編』日本経済評論社 1987
- 『邪馬台国を解く 空白から立ち上がる日本古代史」立風書房 1997

共著
- 『危うし!?文芸春秋 「文春ジャーナリズム」全批判』高崎隆治・柳田邦夫共著　第三文明社 1982